# Cubalhão
Cubalhão é uma povoação portuguesa do Município de Melgaço que foi sede da extinta Freguesia de Cubalhão, freguesia que tinha 10,61 km² de área e 156 habitantes (2011), e, por isso, uma densidade populacional de 14,7 h/km².
A Freguesia de Cubalhão foi extinta (agregada) pela reorganização administrativa de 2012/2013, tendo o seu território sido agregado ao da Freguesia de Parada do Monte para criar a União de Freguesias de Parada do Monte e Cubalhão.
Cubalhão pertenceu ao antigo concelho de Valadares até 1855.

## População
| População da freguesia de Cubalhão | População da freguesia de Cubalhão | População da freguesia de Cubalhão | População da freguesia de Cubalhão | População da freguesia de Cubalhão | População da freguesia de Cubalhão | População da freguesia de Cubalhão | População da freguesia de Cubalhão | População da freguesia de Cubalhão | População da freguesia de Cubalhão | População da freguesia de Cubalhão | População da freguesia de Cubalhão | População da freguesia de Cubalhão | População da freguesia de Cubalhão | População da freguesia de Cubalhão |
| ---------------------------------- | ---------------------------------- | ---------------------------------- | ---------------------------------- | ---------------------------------- | ---------------------------------- | ---------------------------------- | ---------------------------------- | ---------------------------------- | ---------------------------------- | ---------------------------------- | ---------------------------------- | ---------------------------------- | ---------------------------------- | ---------------------------------- |
| 1864                               | 1878                               | 1890                               | 1900                               | 1911                               | 1920                               | 1930                               | 1940                               | 1950                               | 1960                               | 1970                               | 1981                               | 1991                               | 2001                               | 2011                               |
| 380                                | 328                                | 353                                | 350                                | 347                                | 323                                | 321                                | 338                                | 379                                | 431                                | 438                                | 363                                | 264                                | 209                                | 156                                |

| Distribuição da População por Grupos Etários | Distribuição da População por Grupos Etários | Distribuição da População por Grupos Etários | Distribuição da População por Grupos Etários | Distribuição da População por Grupos Etários | Distribuição da População por Grupos Etários | Distribuição da População por Grupos Etários | Distribuição da População por Grupos Etários | Distribuição da População por Grupos Etários | Distribuição da População por Grupos Etários |
| -------------------------------------------- | -------------------------------------------- | -------------------------------------------- | -------------------------------------------- | -------------------------------------------- | -------------------------------------------- | -------------------------------------------- | -------------------------------------------- | -------------------------------------------- | -------------------------------------------- |
| Ano                                          | 0-14 Anos                                    | 15-24 Anos                                   | 25-64 Anos                                   | > 65 Anos                                    |                                              | 0-14 Anos                                    | 15-24 Anos                                   | 25-64 Anos                                   | > 65 Anos                                    |
| 2001                                         | 17                                           | 18                                           | 109                                          | 65                                           |                                              | 8,1%                                         | 8,6%                                         | 52,2%                                        | 31,1%                                        |
| 2011                                         | 8                                            | 7                                            | 57                                           | 84                                           |                                              | 5,1%                                         | 4,5%                                         | 36,5%                                        | 53,8%                                        |